# مجزرة الموصل ( آذار 1959)
مجزرة الموصل (آذار 1959)، هي أحداث دامية وعمليات قتل وسحل حدثت في مدينة الموصل عقب فشل انقلاب الشواف. راح ضحيتها العشرات من المدنيين من نساء وأطفال ورجال

## بداية المجزرة
تقول أغلب الروايات أنه في التاسع من آذار عام 1959 قدم إلى الموصل عدد من الشيوعيين ، ومعهم مجموعات كردية مسلحة. اعتقل المسلحون مدنيين في الشوارع وأعدموهم وقاموا بأعمال سحل وتمثيل بالجثث وتعليق بعضها على أعمدة الكهرباء وذلك بعد فشل انقلاب الشواف. شمل التمثيل قطع الأوصال والحرق. واعتدى المسلحون على مباني المساجد ورجال الدين. وكان من بين الضحايا فتاة تدعى حفصة العمري التي سُحلت في أزقّة وشوارع الموصل ثم علّقت على عمود كهرباء.